# Helen's Sacrifice
Helen's Sacrifice  è un cortometraggio muto del 1914 diretto da J.P. McGowan. È il primo dei 119 episodi del serial The Hazards of Helen prodotto dalla Kalem Company.

## Produzione
Il film fu prodotto dalla Kalem Company.

## Distribuzione
Distribuito dalla General Film Company, il film - un cortometraggio in una bobina - uscì nelle sale cinematografiche USA il 14 novembre 1914.
Copia della pellicola viene conservata negli archivi della Library of Congress .